# Filistatinella palaciosi
Espèce
Filistatinella palaciosi est une espèce d'araignées aranéomorphes de la famille des Filistatidae.

## Distribution
Cette espèce est endémique de Basse-Californie du Sud au Mexique,. Elle se rencontre à San José de Comondú.

## Description
Le mâle holotype mesure 1,50 mm.

## Étymologie
Cette espèce est nommée en l'honneur de José Guadalupe Palacios-Vargas.

## Publication originale
- Jiménez & Palacios-Cardiel, 2012 : Filistatinella palaciosi sp. nov. (Araneidae: Filistatidae) de México. Dugesiana, vol. 19, p. 75-77 (texte intégral).